# 이남희
이남희는 대한민국의 채널A 보도본부 정치부 기자이다.

## 학력
- 명덕외국어고등학교 영어과 졸업
- 서강대학교 영어영문학, 정치외교학과 졸업

## 경력
- 주간동아 기자
- 신동아 기자
- 여성동아 기자
- 동아일보 정치부 기자
- 채널A 보도본부 정치부 기자
- 2015년 6월 : 채널A 보도본부 경제부 차장
- 2017년 7월 : 채널A 보도본부 정치부 차장
- 채널A 경제산업부 부장
- 채널A 보도본부 선임기자

## 진행

### TV
- 신문이야기 돌직구쇼+ 진행
- 직언직설 진행
- 청와대 25시 메인MC
- 신문이야기 돌직구쇼 전문패널
- 채널A 뉴스 스테이션 진행
- 황호택의 눈을 떠요  진행